# FENCE OF DEFENSE CLIPS
『FENCE OF DEFENSE CLIPS』（フェンス・オブ・ディフェンス クリップス）は、1995年4月21日に発売されたFENCE OF DEFENSEのミュージック・ビデオ作品集である。VHSでリリースされた。本項では、2005年3月9日に再発売されたDVDに関しても記述する。

## メンバー
- 北島健二：ギター
- 西村麻聡：ベース、シンセサイザー、ヴォーカル
- 山田亘：ドラム、パーカッション

## 解説
1987年のデビューから1995年まで、『DATA NO.6』と『video digitaglam』の収録曲を除き、これまで商品化されていなかったミュージック・ビデオがまとめて収録されている。
ベストアルバム『BEST』と同時発売で、ジャケットもCDと同じデザインとなっている。
2005年3月9日に再発売されたDVD盤には本作の他に『DATA NO.6』、『video digitaglam』の3作が1枚にまとめて収録されているほか、ジャケットのデザインも新規のものに変更されている。

## 収録曲 (VHS)
全編曲:FENCE OF DEFENSE
1. FATHIA
  - 作詞:FENCE OF DEFENSE 作曲:西村麻聡
2. そんなのないぜ
  - 作詞:大塚純子、早咲めぐみ 作曲:北島健二、西村麻聡、山田亘
3. SARA
  - 作詞:K.INOJO 作曲:西村麻聡
4. ROCK DESERT
  - 作詞:FENCE OF DEFENSE 作曲:北島健二
5. FREAKS
  - K.INOJO 作曲:西村麻聡
6. 風のゆくえ
  - 作詞・作曲:西村麻聡
7. 最後の想い
  - 作詞:早咲めぐみ 作曲:西村麻聡
8. もう一度EMOTION
  - 作詞:神沢礼江 作曲:西村麻聡

## 収録曲 (DVD)
全編曲:FENCE OF DEFENSE

### DATA NO.6
全作曲:西村麻聡
1. THE DANGEROUS OPERA BEGINS
  - 作詞:CHRIS MOSDELL 作曲:西村麻聡
2. DATA No.6
  - 作詞:K.INOJO 作曲:西村麻聡
3. THE LOST DANCE
  - 作詞:CHRIS MOSDELL 作曲:西村麻聡

### video digitaglam
1. パラノイアの危険な入口
  - 作曲:西村麻聡
2. 甘美
  - 作詞・作曲:西村麻聡
3. 9.9.9
  - 作詞・作曲:西村麻聡
4. 時の河
  - 作詞:FENCE OF DEFENSE 作曲:西村麻聡
5. 出路
  - 作曲:西村麻聡
6. DON'T LOOK BACK
  - 作詞:RYO 作曲:西村麻聡
7. VIOLET SONG
  - 作詞:K.INOJO 作曲:北島健二、西村麻聡、山田亘

### FENCE OF DEFENSE CLIPS
1. FATHIA
2. そんなのないぜ
3. SARA
4. ROCK DESERT
5. FREAKS
6. 風のゆくえ
7. 最後の想い
8. もう一度EMOTION